# Lycaugesia hemipennis
Lycaugesia hemipennis là một loài bướm đêm trong họ Noctuidae.